# Chéri-Bibi
Pour les articles homonymes, voir Chéri-Bibi (homonymie).
Chéri-Bibi est une série de romans-feuilleton écrits par Gaston Leroux et mettant en scène le forçat éponyme.  Ancien garçon-boucher accusé d'un crime qu'il n'a pas commis et envoyé au bagne, il devient un caïd redoutable dont les efforts pour se sortir de la vie criminelle échouent sans cesse dans des conditions rocambolesques, qui lui arrachent inévitablement son cri de guerre : « Fatalitas ! ». 
Le style de ces romans, outre les caractéristiques propres au mélodrame et au roman de l'erreur judiciaire, « genre » qui connut un grand succès à la fin du XIXe siècle, se distingue par l'humour grinçant et macabre dont le romancier était coutumier.
Les Premières Aventures de Chéri-Bibi paraissent d'abord en 120 feuilletons quotidiens dans Le Matin, du 5 avril au 4 août 1913. La suite, La Nouvelle Aurore, attendra l'après-guerre pour paraître, en 110 feuilletons quotidiens, toujours dans Le Matin, entre le 18 avril et le 7 août 1919. Enfin, Le Coup d'État de Chéri-Bibi est publié, en 81 feuilletons quotidiens dans Le Matin, entre le 16 juillet et le 4 octobre 1925, sous le titre initial de Chéri-Bibi, le marchand de cacahouètes.

## Bande dessinée
- En 1951, une adaptation de Chéri-Bibi en bande dessinée due à Regino Bernad, à partir des scénarios d'Alfred-Gaston Leroux, fils de Gaston Leroux, commence à paraître dans France-Soir.
- En juin 2006, une nouvelle bande dessinée paraît, alliant les dessins de Marc-Antoine Boidin aux textes de Pascal Bertho.

## Adaptations télévisées et cinématographiques
Plusieurs adaptations filmées et télévisées de Chéri-Bibi ont été réalisées : 
- La première serait due à Charles Krauss (1914) avec Émile Keppens dans le rôle de Chéri-Bibi (Premières aventures de Chéri Bibi).

- En 1918, une autre adaptation à partir d'un scénario de Gaston Leroux lui-même : La Nouvelle Aurore, d'Édouard-Émile Violet, produit et réalisé par les films René Navarre (ce dernier endossant le rôle de Palas), qui sera ensuite adaptée pour être diffusée en feuilleton dans Le Matin à compter du 25 avril 1919.

- En 1931, John S. Robertson réalise pour Metro-Goldwyn-Mayer la première version cinématographique anglophone de Chéri-Bibi dans le film The Phantom of Paris. Le scénario est tiré du roman Chéri-Bibi et Cécily et le protagoniste est joué par l'acteur John Gilbert.

- Aussi en 1931, Carlos Borcosque réalise un Chéri-Bibi hispanisant avec Ernesto Vilches dans le rôle principal et María Fernanda Ladrón de Guevara dans le rôle de Cecilia.

- En 1938, Pierre Fresnay incarne Chéri-Bibi, héros éponyme du film de Léon Mathot[1], avec Jean-Pierre Aumont, Marcel Dalio, sur une musique de Paul Misraki.

- En 1955, Marcel Pagliero signe un Chéri-Bibi franco-italien  (musique de Georges Auric) avec Jean Richard dans le rôle-titre[2].

- En 1974, un feuilleton télévisé en 46 épisodes de 13 minutes, Chéri-Bibi, a été diffusé sur TF1, à partir du 16 décembre.

## Discographie
Ok Chéri bibi, disque 33 tours 25 cm Ducretet-Thomson 260 V 116
Distribution des rôles:
- Chéri bibi: Roger Pierre
- La ficelle : Jean-Marc Thibault
- P. Cox : Jacques Hilling
- Le reporter : Pierre Laforêt
- R. Luxor : Christian Marin
- L'agent : Jerry Mengo